# 마르쿠스 바스마이어
마르쿠스 바스마이어(독일어: Markus Wasmeier, 1963년 9월 9일~)는 독일의 은퇴한 알파인 스키 선수이다. 1994년 동계 올림픽에서 남자 대회전과 남자 슈퍼대회전 부문 금메달을 획득하며 대회 2관왕에 올랐다.